# Joana Tomásia da Câmara
Joana Tomásia da Câmara (1730 - 1782), da família Gonçalves da Câmara, foi filha segunda de José da Câmara, herdeira dos títulos da capitania de São Miguel e do condado da Ribeira Grande, pois seu pai, o 4.º Conde da Ribeira Grande, morreu sem filho varão sobrevivo à sua morte.
Casou com seu tio D. Guido Augusto da Câmara, ou Guido Augusto da Câmara e Ataíde, segundo a página 220 do Tomo III de «Nobreza de Portugal». Este, nascido em Paris em 30 de junho de 1718, pelo casamento se tornou o 14.º e último capitão do donatário da ilha de São Miguel e quinto conde da Ribeira Grande. Foi o último capitão do donatário na ilha de São Miguel, tendo iniciando funções em 1757. A 2 de Agosto de 1766, o cargo foi extinto, por decreto do rei D. José I. Nunca residiu na sua capitania. Sendo o 5.º Conde da Ribeira Grande filho de uma senhora da Casa dos Távora, foi encarcerado aquando do processo judicial por tentativa de regicídio movido contra aquela família, tendo falecido na prisão da Junqueira em 1770.
A esposa apenas soube da sua morte em 1777, quando os presos daquele processo foram libertados. Seu filho foi D. Luís António José Maria da Câmara, nascido em 1754 e morto em 1802, 6º conde da Ribeira Grande.